# Vanderhorstia ambanoro
Vanderhorstia ambanoro är en fiskart som först beskrevs av Fourmanoir, 1957.  Vanderhorstia ambanoro ingår i släktet Vanderhorstia och familjen smörbultsfiskar. Inga underarter finns listade i Catalogue of Life.